# Uleiota texana
Uleiota texana är en skalbaggsart som beskrevs av Dajoz 1989. Uleiota texana ingår i släktet Uleiota och familjen smalplattbaggar. Inga underarter finns listade i Catalogue of Life.